# Physalis coztomatl
Physalis coztomatl là loài thực vật có hoa trong họ Cà. Loài này được Dunal miêu tả khoa học đầu tiên năm 1852.